# Daniel Ceballos (político)
Daniel Omar Ceballos Morales (Bailadores, Mérida, Venezuela, 1 de febrero de 1984) es un político e ingeniero agrónomo venezolano. Es reconocido inicialmente como una de las figuras del movimiento estudiantil de la generación 2007. Exdiputado y exalcalde del municipio San Cristóbal en Táchira, quien fue suspendido y destituido por el Tribunal Supremo de Justicia de Venezuela, por orden del Ministerio Público, en las protestas en Venezuela de 2014. Detenido arbitrariamente el 19 de marzo de 2014 a las 6:30 p. m. según la sentencia de la Comisión de Detenciones de Derechos Humanos de las Naciones Unidas. 
El 13 de diciembre de 2017 estando preso en el Helicoide, recibió el Premio Sájarov a la Libertad de Conciencia de parte del Parlamento Europeo, es uno de  los presos políticos, privado de libertad entre marzo de 2014 y junio de 2018; participó en el motín en El Helicoide, el 16 de mayo de 2018. 
En 2022 integra a la facción de Voluntad Popular intervenida por el Tribunal Supremo de Justicia, motivo por el cual Voluntad Popular tildó a Ceballos de «traidor y alacrán». Fue candidato presidencial a la elecciones presidenciales de Venezuela de 2024, por su partido AREPA, en coalición con el partido intervenido Voluntad Popular.

## Biografía

### Juventud y familia
Daniel Omar Ceballos Morales, nació el 1 de febrero de 1984 en el Estado Mérida, municipio Bailadores, siendo hijo de Omar Ceballos y Nancy Morales, ambos de origen andino. Creció entre (zona de sembradores y agricultores andinos), Mérida y San Cristóbal. Allí aprendió los primeros trabajos labriegos de manos de sus padres, el abuelo Macario y la abuela Arminda.

### Formación académica
Realizó sus estudios de primaria en la Escuela Básica Tulio Febres Cordero de Mérida, para luego concluirlos en San Cristóbal en la Escuela Básica Simón Bolívar el 5.º y 6.º grado. Luego cursa en el Liceo Aplicación el séptimo a noveno grado. Posteriormente culmina el bachillerato en el Colegio José María Vargas ubicado en la calle 16 frente a la Biblioteca Pública como Bachiller en Ciencias en el 2001. 
Ingresa a la Universidad del Táchira UNET, por la carrera de Ingeniería Agronómica egresando en el 2008, siendo el primero en su promoción.[cita requerida] Aquí tiene o comienza su participación política como representante ante el Consejo Universitario y Dirigente Estudiantil, promotor del movimiento estudiantil en los años 2006 y 2007.
Realizó estudios de Especialización en Gerencia Pública en la UNET, culminando la escolaridad y por completar su tesis de grado. También realizó especialización ante la Universidad Pontífice de Salamanca en MAINCOP.
Diplomado en Políticas Públicas de la GWU Universidad George Washington, con máster en asesoramiento, cursa actualmente la Especialización en Gerencia Pública y la Maestría en Gerencia de Empresas (Finanzas) de la UNET.

## Carrera política

### Consejo Legislativo del Estado Táchira
Fue elegido en primarias como candidato a Diputado por iniciativa propia (independiente), ocupando el cargo en el Consejo Legislativo del Estado Táchira para el periodo 2009- 2012. Dentro del parlamento acompañó la gestión del Gobierno Regional, al tiempo que se desempeñó en la comisión de servicios públicos y contraloría del CLET, generando la lucha permanente por la defensa de los intereses del Táchira. Ha presentado propuestas de ley en temas ambientales, salud, educación y seguridad, estuvo al frente de la lucha contra el sistema automatizado implementado por el gobierno nacional, conocido como chip…desempeñando la lucha en contra de la discriminación de los tachirenses y presentando propuestas alternativas que fueron ignoradas por los diputados oficialistas y PDVSA.

### Alcaldía del municipio San Cristóbal
Siempre en la lucha por la reivindicación de los adultos mayores, las personas con capacidades especiales, decide postularse para las primarias de la Unidad el 12 de febrero, para construir la Ciudad del Progreso, proceso del que salió triunfador con aproximadamente el 63% de los votos. Ceballos se postuló para alcalde del municipio San Cristóbal, para las elecciones municipales de Venezuela de 2013. En las elecciones municipales de Venezuela de 2013, ganó Daniel Ceballos con el 67,67 % de los votos, sus otros dos oponentes, José Gregorio Zambrano del PSUV, tuvo el 29,42 % y Rosa Velazco de Juan Bimba, tuvo el 0,69 %.

### Detención

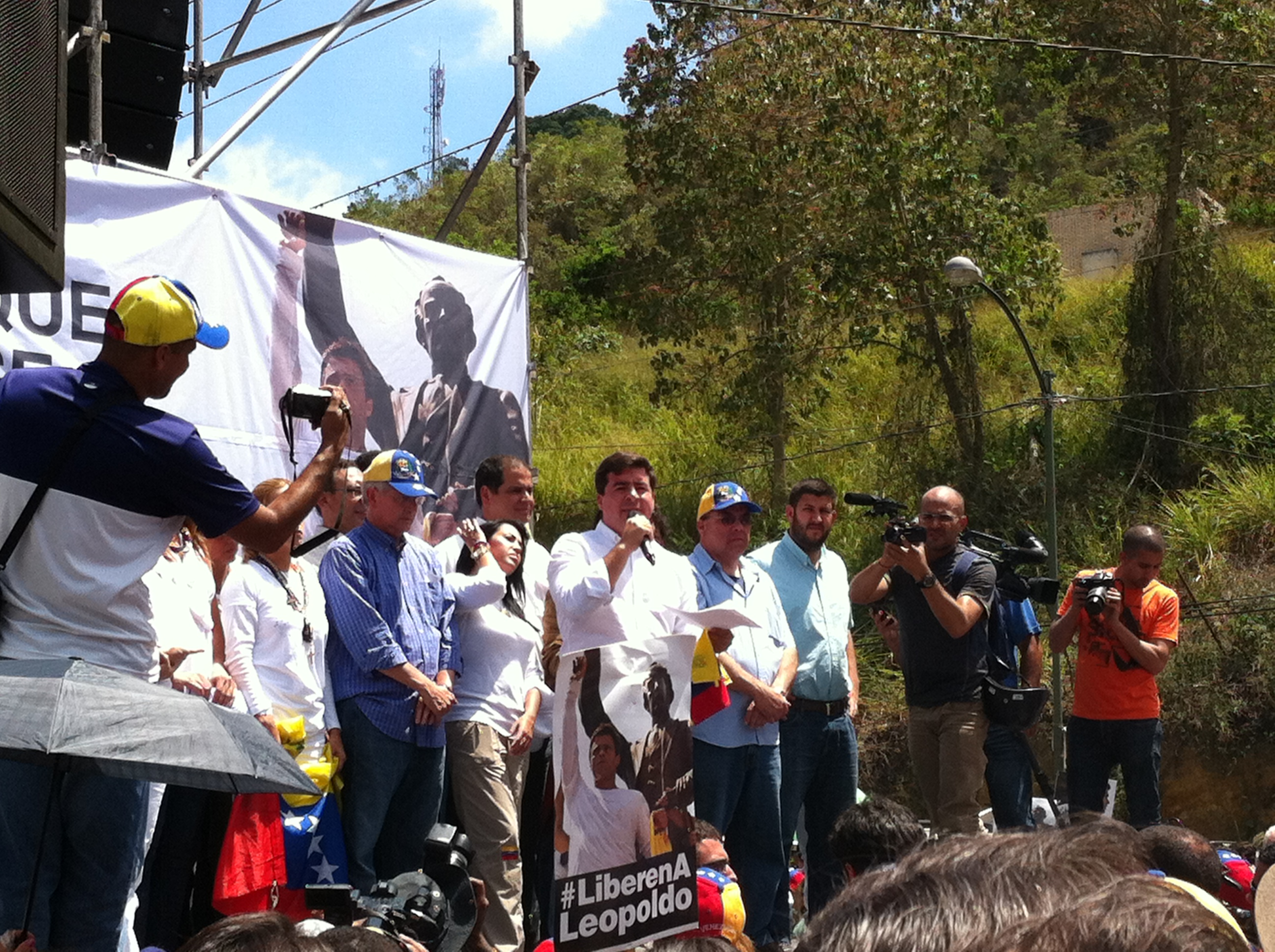
Daniel Ceballos en una demostración pacífica en la Cárcel de Ramo Verde, poco antes de su captura.

El 18 de marzo de 2014, el Tribunal Supremo de Justicia emitió una sanción contra el alcalde por un año de prisión y fue encarcelado. El entonces ministro de Relaciones Interiores, Justicia y Paz, Miguel Rodríguez Torres, confirmó que Daniel Ceballos fue capturado por el SEBIN y fue llevado a la Cárcel militar de Ramo Verde acusado de "apoyar las guarimbas" y "llamados a la violencia". El presidente de Venezuela, Nicolás Maduro, acusó de «terrorista» al alcalde, encarcelado por supuesta rebelión civil, dentro de las protestas contra el gobierno que han sacudido el país en el último mes. En 2015 la Contraloría General de la República lo inhabilitó para ejercer cargos públicos por un periodo de doce meses que no fue retirado hasta 2024.
En mayo de 2015 fue trasladado a una prisión para delincuentes comunes en San Juan de los Morros (estado de Guárico). Tras reubicación decidió no comer durante 20 días. Levantó la protesta después de quedar confinado a un calabozo en la sede de la policía política, el Servicio Bolivariano de Inteligencia Nacional (Sebin). Del 12 de agosto de 2015 hasta el 27 de agosto de 2016 estuvo bajo arresto domiciliario, día en que fue de nuevo trasladado a la cárcel El Helicoide en Caracas, acusado por el Ministerio del Interior de estar preparando una fuga.
El 16 de mayo de 2018 participó en el motín en El Helicoide. Fue liberado el 1 de junio de 2018. El 21 de junio de 2018 la Galería de Arte Henrique Faría en Nueva York, la ONG Acción por la Libertad presentó el libro Arte tras las rejas, en el que participó Ceballos, escrito por el periodista Carlos Javier Arencibia y editado por la activista de Derechos Humanos, Diana López.

### Candidatura a la gobernación de Táchira en 2021
Fue precandidato a la gobernación del estado Táchira en la elecciones regionales de Venezuela de 2021, asegurando que ya él no se encontraba políticamente inhabilitado por el Estado venezolano. El 1 de septiembre de 2021 Ceballos denunció irregularidades para formalizar la inscripción de su candidatura. Para el 10 de septiembre de 2021, Ceballos fue expulsado del partido Voluntad Popular dirigido por Leopoldo López acusado de estar en contra de los principios y valores de dicha organización. Finalmente, el 12 de septiembre de 2021 declinó su candidatura señalando que todavía persistía la inhabilitación política sobre su persona. Sin embargo, Ceballos siguió invitando a la sociedad venezolana a participar en los procesos electorales.

### Afiliación a Voluntad Popular intervenido
El 30 de marzo de 2022, Ceballos se integra la facción judicializada de Voluntad Popular, motivo por el cual, el partido dirigido por Leopoldo López tildó a Ceballos de «traidor y alacrán», así como también fue señalado de «cómplice de los criminales de lesa humanidad». Poco después, el 1 de abril de 2022, Ceballos en medio de una entrevista transmitida por el canal de televisión Globovisión aseguró que los venezolanos «no están interesados en los políticos», sino en «en ver cómo se resuelve», rechazando la postura de que con Nicolás Maduro en la presidencia venezolana «no se puede hacer nada». Asimismo, aseguró que Leopoldo López se encuentra distante de la realidad venezolana y afirmó que uno de los problemas de Voluntad Popular es la ausencia de democracia interna. Sin embargo, según Ceballos, su intención final es reunificar el partido.

### Partido Arepa
El 13 de diciembre de 2023, acudió al Tribunal Supremo de Justicia (TSJ) para solicitarle que revisara su inhabilitación, que anunció en enero de 2024, que lo había habilitado nuevamente para ejercer cargos públicos. En enero de 2024, presentó el partido Asamblea de Renovación y Esperanza País (Arepa) y aseguró que funcionaría de manera digital. Fue candidato presidencial a la elecciones presidenciales de Venezuela de 2024, por su partido AREPA, en coalición con el partido intervenido Voluntad Popular y junto a Javier Bertucci cuestionó ante el TSJ actas publicadas por la Plataforma Unitaria que demostraban la victoria de Edmundo González sobre Nicolás Maduro.

## Vida personal
Estuvo casado Patricia Gutiérrez con quien tuvo tres hijos, María Victoria, María Verónica y Juan Daniel. Actualmente su cónyuge es Nidia Georgina Briceño Hernández.